# IC 1221
IC 1221 ist eine Spiralgalaxie vom Hubble-Typ Scd im Sternbild Herkules am Nordsternhimmel. Sie ist schätzungsweise 250 Millionen Lichtjahre von der Milchstraße entfernt und hat einen Durchmesser von etwa 95.000 Lichtjahren.
Gemeinsam mit IC 1222 bildet sie das isolierte Galaxienpaar KPG 500.
Das Objekt wurde am 10. Juli 1890 von Lewis Swift entdeckt.